# ARCHE
ARCHE（アーチ）またはDJ ARCHE（ディージェー・アーチ、本名及び旧芸名：市川 博樹（いちかわ ひろき）、1967年9月20日 - ）は、サンディ所属のディスクジョッキー、ラジオパーソナリティ、ナレーター、ラッパー、俳優である。
東京都新宿区神楽坂出身。血液型はB型。

## 来歴・人物
DJ
- かつてはプロサーファーを目指していた時期もあるが、怪我により断念。
- 1989年秋サンディに所属し、以後長年に渡り、ラジオ番組のディスクジョッキーやナレーターとして活躍している。

音楽活動
- 1995年には、同業者であるKOUSAKU（石川耕作）とともに音楽ユニット『AK LIVE』を結成（2000年に解消、2013年より活動再開）、ラッパーとしてCDデビューも果たした。

舞台俳優
- 近年は[いつ?]自ら制作・出演を手掛ける一人芝居も展開している。
- 俳優として演劇プロデュース集団アトリエッジに所属。舞台作品「飛行機雲〜DJから特攻隊へ愛をこめて〜」では、天野真一役として10年間出演している。その他にも「ぞめきの消えた夏〜グァム戦乱舞闘〜」、「聖この夜〜クリスマスツリーの奇跡〜」、「ぬばたまの淵〜鬼ごっこ　今ひとたびの　逢うこともがな〜」など、定期的な舞台出演を続けている。

## 出演番組

### 現在
映画
- ぬくもりの内側（厚生労働省推薦、イオンエンターテイメント） - 駅長役
- 風が通り抜ける道（沖縄県後援、イオンエンターテイメント）- 第1空挺団 (陸上自衛隊)役

ラジオ
- SUPER HITS TOP40[1]（FM-FUJI、2010年4月 - 、土曜10:00 - 12:54）
- ウワサの!“わいわい”ラジオ[2]（ファミリーマート店内放送、1999年 - 、10:00-17:00）

テレビ（ナレーション）
- アッコにおまかせ!（TBS系列）

### 過去
ラジオ
- TOYOTA WEEKLY ALBUM TOP10（TOKYO FM／JFN系列、1994年4月-1999年6月）
- ラジカルモンスター（SBSラジオ、1995年4月-1998年3月）
- K-MIX Afternoon Boulevard - 月・火担当（K-MIX、2005年4月-2008年3月）
- Hits Factory（Fm yokohama）
- POP GOES THE WORLD（FMヨコハマ）
- BOOGIE DOWN FRIDAY（FM AICHI）
- THE PLEASURE SEEKERS（K-MIX・FM AICHI・FM長野）
- ALIVE 69（FM-FUJI）
- CLUB KINGDOM（K-MIX）
- アーチと耕作のラジマンガOK!（民放AMラジオ各局）
- SONY SUPER ROCK（TOKYO FM）
- ヒット&ドライブ（TOKYO FM）
- MusicPhotograph（K-MIX、毎週日曜日）
- MUSIC GARDEN（USEN）
- 赤坂泰彦のミリオンナイツ（TOKYO FM／JFN系列） - 赤坂不在時の代役を何度も務めている。

テレビ
- 愛をください（フジテレビ系列） - DJ ARCHE(本人)役

テレビ（ナレーション）
- Music B.B.（日音）
- 小林麻耶のTBSチャンネルガイド（TBSチャンネル、 - 2006年10月15日）
- 出水麻衣のTBSチャンネルガイド（TBSチャンネル、2006年10月16日 - ）
- 淑女のカガミ（NHK BS2）
- 全員正解あたりまえ!クイズ（TBS系列）
- ネルコワナクコワ（東海テレビ）
- ザ・ベストテンスペシャル（TBS系列）